# 5 Dywizja Piechoty (powstanie listopadowe)
5 Dywizja Piechoty – polska dywizja piechoty okresu powstania listopadowego.

## Działania dywizji

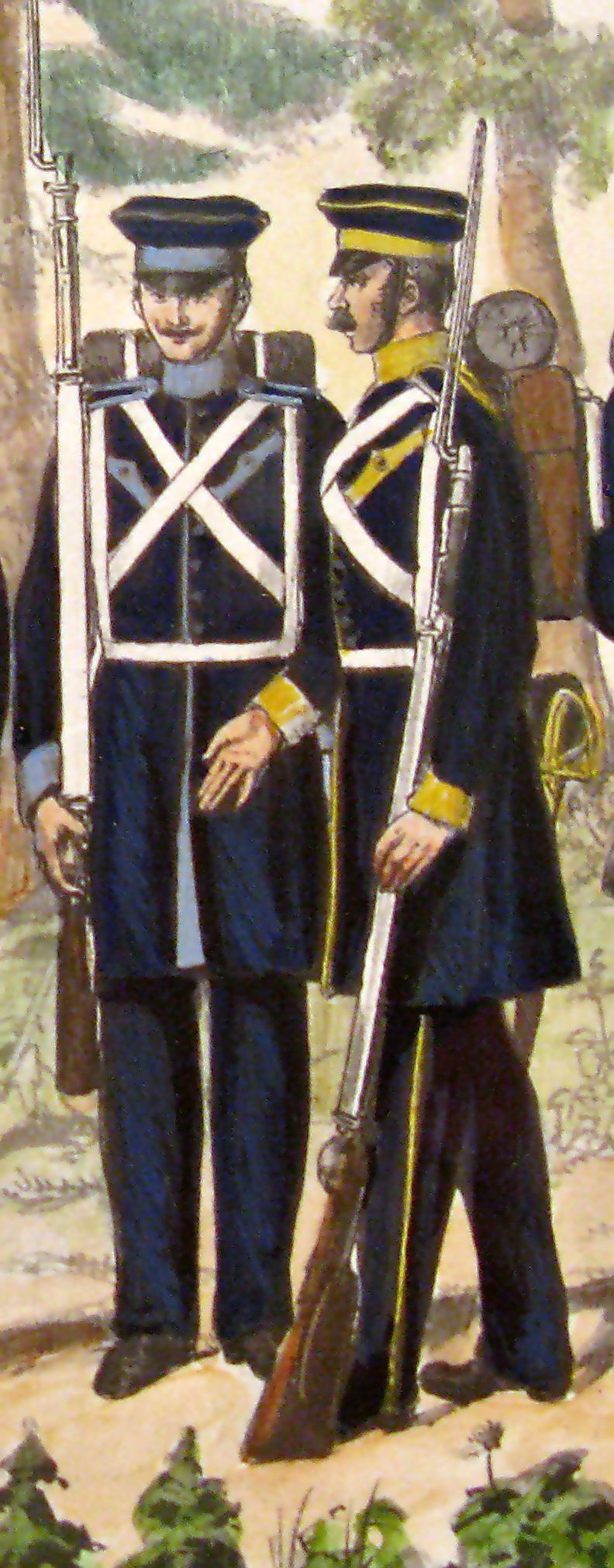
Żołnierze 14 i 15 Pułku Piechoty

Rozkazem z 27 kwietnia 1831 powołano 5 Dywizję Piechoty. Co najmniej połowa żołnierzy była świeżo powołana w szeregi. Liczba starych żołnierzy ulegała zmniejszeniu.

### Bitwa pod Nurem
W maju przyjęto koncepcję wyprawy na rosyjskie gwardie ześrodkowane między Bugiem i Narwią. Pod osłoną zgrupowania gen. Jana Nepomucena Umińskiego główne siły polskie miały przegrupować się do Serocka i tam rozwijać natarcie przeciwko gwardiom.
12 maja 5 DP ruszyła spod Kostrzyna i przez Stanisławów – Kobyłkę – Arciechów do Serocka. Stanowiąc wspólnie z II Korpusem Kawalerii prawą kolumnę pod dowództwem gen. Łubieńskiego, maszerowała przez Brok do Nura z zadaniem opanowania mostów. W razie gdyby wojska Dybicza uprzedziły ją, miała cofać się na Serock, opóźniając marsz nieprzyjaciela.
15 maja zgrupowanie gen. Łubieńskiego, wzmocnione 2 DP, doszło do rejonu Kręgi – Rybno. 16 maja do Broku, a 17 maja zajęto Nur. Tu zabrakło dalszej koncepcji działań. Nie zniszczono przepraw na Bugu i nie zajęto magazynów rosyjskich. Brak zdecydowanych działań spowodował, że wojska rosyjskie bez strat wycofały się w kierunku na Białystok. 19 maja marsz. Dybicz ruszył swoim oddziałom na pomoc. 21-22 maja główna armia rosyjska przeszła na prawy brzeg Bugu po nie zniszczonym moście. Straż przednia uderzyła na Ciechanowiec i zajęła go 21 maja, a główne siły skierowane zostały na wojska Łubieńskiego (w tym i na 5 DP). 22 maja Łubieński wydał spóźniony rozkaz do wycofania wojsk przez Czyżew i Zambrów w kierunku sił głównych. 5 DP już walczyła. Cztery bataliony rosyjskich karabinierów wyparły dwa polskie z lasu na wschód od Nuru. Dybicz skierował też 24 szwadrony kirasjerów i ułanów w celu wykonania obejścia i przyparcia Polaków do Bugu. Siły główne pod dowództwem gen. Kamieńskiego maszerowały przez Strękowo na Czyżew, a ariergardą ruszył dopiero wieczorem. Po przejściu Strękowa na rubieży rzeki Pukawki napotkano kawalerię rosyjską. Rosjanie proponowali poddanie się. Łubieński warunków kapitulacji nie przyjął.
Szarże polskiej kawalerii okazały się jednak zbyt słabe, artylerzyści 2 baterii lekkokonnej zbiegli. Od całkowitej zagłady Polaków uratowała brygada Krasickiego i jej 3. i 14 pułk. Sformowane w czworoboki odparły szarże kirasjerów i umożliwiały pozostałym wojskom dojście lewym brzegiem Zuzeli do Strękowa, a następnie przez Czyżew do Zambrowa.
Bitwa pod Nurem, będąca chrztem bojowym 5 Dywizji Piechoty, została przez Łubieńskiego źle rozegrana.

### Bitwa pod Ostrołęką

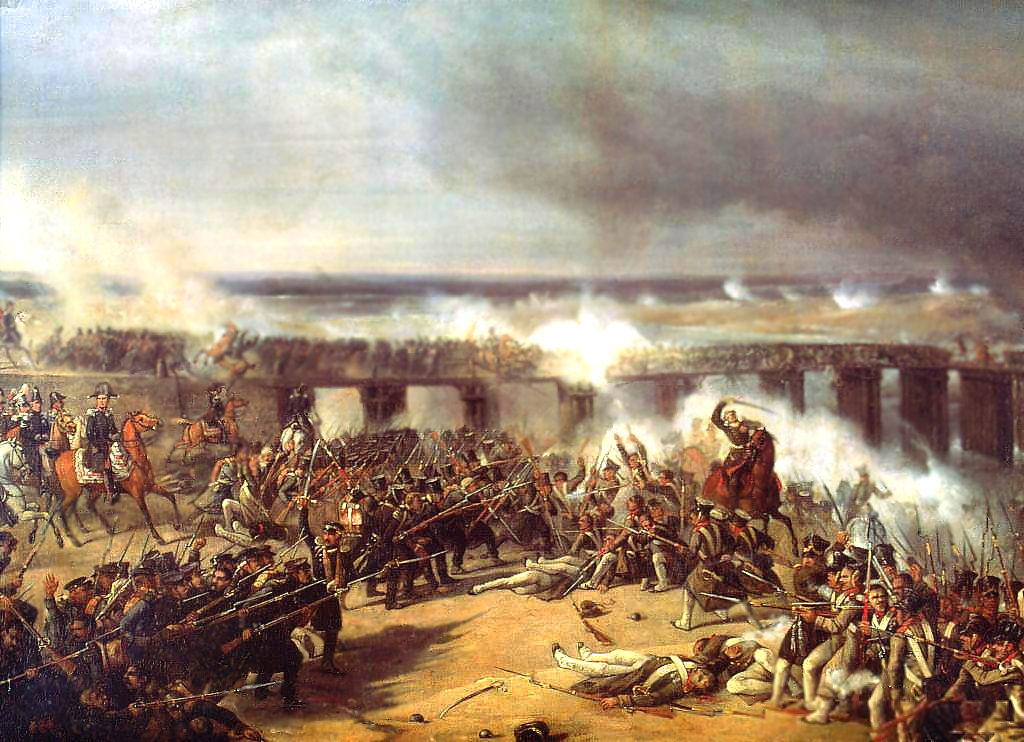
Bitwa pod Ostrołęką dnia 26 maja 1831 roku

Po przegranej bitwie nad Nurem gen. Skrzynecki postanowił bronić linii Narwi. 5 DP zajęła linię dozorowania Czarnowiec – Rzekuń, a po podejściu Rosjan, rano 26 maja przeszła na prawy brzeg Narwi i stanęła koło wsi Kruki.
26 maja ok. godz. 11.00 Rosjanie rozpoczęli natarcie na Ostrołękę, rozbili brygadę Bogusławskiego, opanowali mosty i rozpoczęli przeprawę na prawy brzeg Narwi. Następnie przeszli Narew i odrzucili resztki słabo walczącej brygady Bogusławskiego. Gen. Skrzyneczki wyprowadził kontruderzenie. 3 DP uderzyła bez powodzenia. O 13.00 uderzyła 1 DP. Jej natarcie załamało się po podejściu do przyczółka. O 14.00 nieprzyjaciel odrzucił Polaków na podstawy wyjściowe.
Atak polskiej kawalerii również nie uzyskał powodzenia. 2., 3. i 5. pułki ułanów starły się co prawda z przeciwnikiem, ale ogień rosyjskiej artylerii i piechota powstrzymały je.
O 17.00 Rosjanie ześrodkowali na przyczółku znaczne siły i kontynuowali natarcie pod dowództwem gen. Mandesterna. 3 kompania pozycyjnej artylerii pieszej mjr. Turskiego otworzyła celny ogień kartaczami. Natarcie na chwilę zostało zatrzymane. Zaistniały warunki do przeciwuderzenia.
Będąca już w pierwszym rzucie 5 DP na lewym skrzydle miała brygadę płk. Jana Krasickiego w składzie 14. i 3 pułk piechoty liniowej. Prawe skrzydło stanowiła brygada płk. Walentego Zawadzkiego z 20 i 16 pułkiem. Prawym sąsiadem dywizji były 12. i 2. pułki piechoty liniowej brygady płk. Pawła Muchowskiego z 1 DP. II rzut stanowiła jazda gen. Skarżyńskiego i gen. Łubieńskiego. Gen. Skrzynecki uderzył zachowawczo brygadą Krasickiego i Muchowskiego. Kolumny batalionowe poprzedziły tyraliery, które prowadził z karabinem w ręku płk Krasicki. Gen. Kamieński szedł pieszo obok kolumn. Doszło do walki na bagnety. Rosjanie użyli odwodów. Straty były ogromne. Około 18.30 natarcie straciło impet. Mimo niepowodzenia powstrzymało Rosjan od prowadzenia działań zaczepnych. Armia polska oderwała się od przeciwnika i rozpoczęła odwrót w kierunku Warszawy.
W obu bitwach dywizja poniosła duże straty. Wynikały one przede wszystkim z błędów taktycznych popełnianych przez dowódców, a głównie ze złego sposobu wykorzystania oddziałów dywizji. 5 czerwca 5 DP, dowodzona już przez płk.(gen.) Zawadzkiego, liczyła 6438 oficerów i żołnierzy, w tym 5863 piechoty i 575 artylerii. Dla porównania: 8 maja – 6657 w tym 6973 piechoty.

### Marsze i przegrupowania dywizji
Po bitwie pod Ostrołęką 5 DP przemaszerowała do rejonu Warszawy i 29 maja osiągnęła Pragę. 15 czerwca przeszła do Mienia, a 21 czerwca ruszyła na Modlin.
Ostatecznie 24 czerwca ponownie stanęła obozem pod Pragą. 7 lipca, wspólnie z 3 DP, otrzymała rozkaz marszu na Modlin, a już 14 lipca maszerowały z powrotem do Pragi. Były to militarne błędy czynione w związku z brakiem rozpoznania zamiarów przeciwnika oraz niezdecydowaniem dowództwa.
W tym czasie nowy dowódca armii rosyjskiej marsz. Paskiewicz przeprawił się na lewy brzeg Wisły w rejonie Nieszawy i zagroził Warszawie od zachodu. 2 sierpnia siły główne wojsk polskich, w tym 5 DP, przegrupowały się do Sochaczewa, a stąd dalej do Bolimowa.
Gen. Skrzyneczki nie potrafił zdecydować się na żaden wariant przeciwdziałania ruchom wojsk rosyjskich. Ostatecznie Polacy rozpoczęli odwrót w kierunku Warszawy. 5 DP 15 sierpnia stanęła pod Błoniem. Następnego dnia, działając w składzie II Korpusu gen. Ramorino, doszła do Warszawy.

### Bitwa pod Międzyrzecem Podlaskim

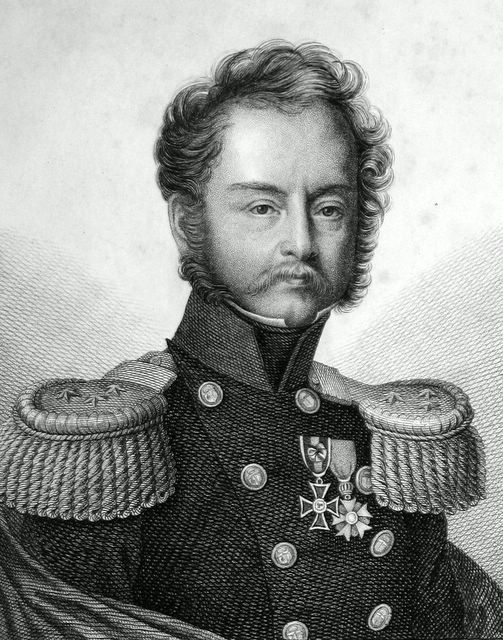
Gen. Girolamo Ramorino

W tym czasie na Warszawę od strony Brześcia maszerował rosyjski VI Korpusu Rosena.
W nocy z 21/22 sierpnia 5 DP wymaszerowała z Pragi. Ramorino skierował swój korpus, nie jak brzmiał rozkaz, bezpośrednio na wschód, lecz na płd.-wsch. w kierunku Karczewa, Garwolina, Żelechowa. Takie działanie mogło umożliwić Rosenowi dokonanie obejścia wojsk polskich i zagrożenia Pradze. Interwencja gen. Prądzyńskiego spowodowała, iż korpus zawrócił na Łuków. Teraz Rosjanom groziło odcięcie od Brześcia. W nocy z 27/28 sierpnia cofnęli się oni od Stoczka przez Łuków do Żdżar i dalej drogą bitą, do Międzyrzeca. Jego ariergardy walczyły pod Krynkami z awangardami polskimi. W okolicach Międzyrzeca gen. Rosen postanowił przyjąć bitwę. W obozie polskim wyłoniła się kolejna różnica zdań. Gen. Prądzyński proponował pozostanie w rejonie Łukowa w gotowości do marszu w kierunku Warszawy.
Ramorino ruszył jednak na Międzyrzec. Od zachodu na miasto miała uderzyć brygada gen. Prądzyńskiego z 5 DP. Główne siły II Korpusu miały obejść miasto od północy i w okolicach Rogoźnicy odciąć odwrót nieprzyjacielowi.

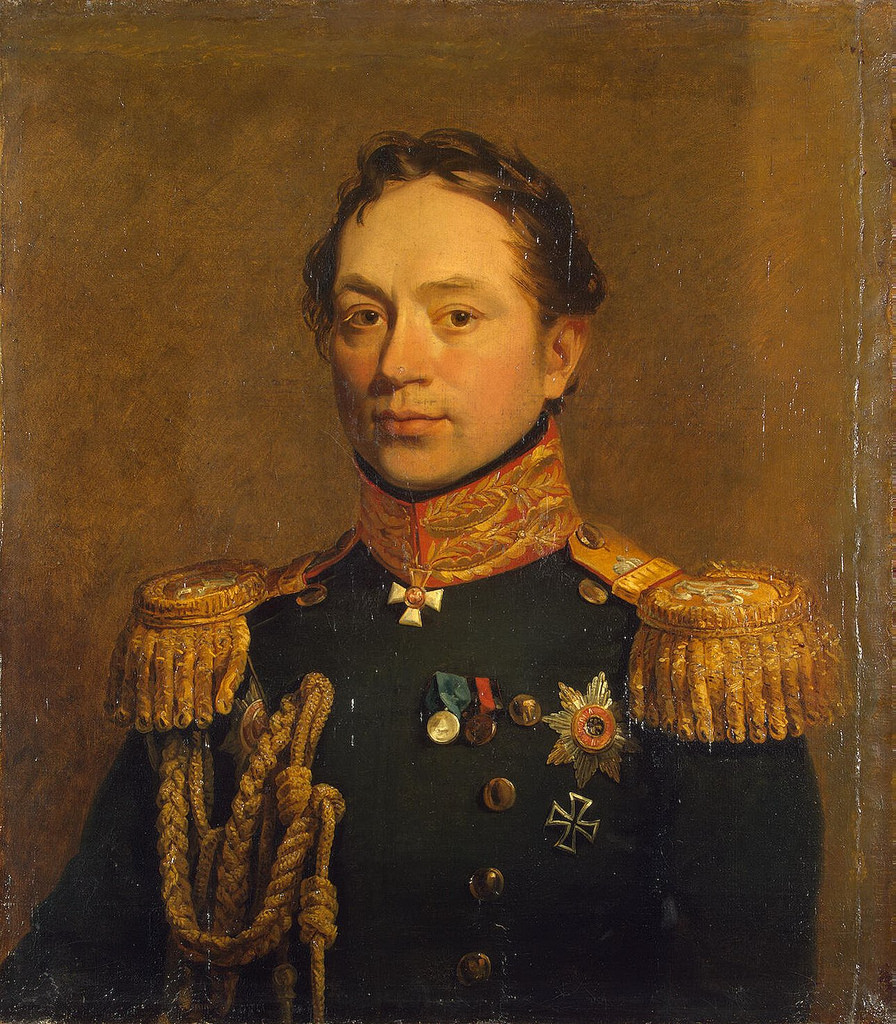
gen. Grigorij Rosen

29 sierpnia pułki 5 DP uderzyły na nieprzyjaciela od czoła. Piechota znalazła się pod silnym ogniem rosyjskich armat. Gen. Prądzyński uderzał na północ i zmusił Rosena do zmiany frontu. Jeszcze bardziej na północ ok. 17.00 6 DP dokonała obejścia i dotarła do Rogoźnicy. Wioska była już jednak obsadzona przez rosyjski oddział gen. Werpechowskiego. Jego opór umożliwił Rosjanom wycofanie się z Międzyrzeca i szybki marsz w kierunku Brześcia. Bitwa pod Międzyrzecem Podlaskim zakończyła się zwycięstwem wojsk polskich.
Ramorino maszerował za wycofującym się rosyjskim VI Korpusem i 30 sierpnia doszedł do Białej. Tam otrzymał informacje o podejściu gen. Paskiewicza do Warszawy. Po raz kolejny doszło do kontrowersji wśród polskich generałów. II Korpus Ramorino nie ruszył na pomoc Warszawie. Niemrawo kontynuował pościg. 1 września dotarł do Małaszewicz, a brygada Zawadzkiego z 5 DP opanowała Terespol.

### Odwrót
Dopiero po kilku dniach korpus Ramorino ruszył z powrotem. 7 września był w Międzyrzecu, a następnego dnia w Siedlcach. Tymczasem skapitulowała Warszawa. Armia polska wycofywała się ku granicy pruskiej nad Drwęcę. Ramorino skierował się w przeciwną stronę, ku granicy austriackiej. Maszerował przez Łuków i Kurów i dalej na południe. Tym razem Rosen posuwał się za nim bez pośpiechu. W nocy z 16 na 17 września korpus przeszedł granicę austriacką pod Chwałowicami, a 18 września został rozbrojony przez Austriaków.
5 Dywizja Piechoty przestała istnieć.

## Skład i obsada personalna

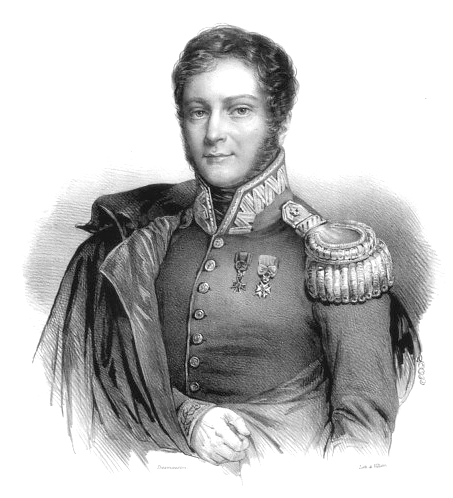
Henryk Ignacy Kamieński

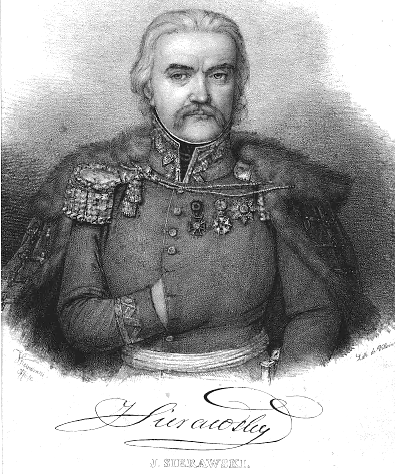
Jan Kanty Julian Sierawski

Skład wojsk dywizji ulegał częstym zmianom

### Dowódcy
- gen. bryg. Henryk Ignacy Kamieński[2] – 26 kwietnia 1831 – 26 maja 1831
- gen. bryg. Walenty Zawadzki – 26 maja 1831 – 5 czerwca 1831
- gen. bryg. Jan Kanty Julian Sierawski[2] – 5 czerwca 1831 – 18 września 1831

### Struktura organizacyjna
- 1 brygada[c] – pułkownik Jakub Krasicki[2]
  - pułk weteranów
  - 15 pułk nowej formacji
- 2 brygada[d] – pułkownik Walenty Zawadzki[2]
  - 3 pułk piechoty liniowej
  - 6 pułk piechoty liniowej
- Strzelcy Sandomierscy

R.O. Spaizier podaje następujący skład dywizji w momencie jej powstania: składała się z trzeciego, szóstego, czternastego i dwudziestego Pułku Piechoty lin., z których dwa ostatnie, po większej części tylko w kosy były uzbrojone.
- 1 brygada – pułkownik Jakub Krasicki[4]
  - 3 pułk piechoty liniowej
  - 14 pułk piechoty liniowej
- 2 brygada – pułkownik Walenty Zawadzki[4]
  - 6 pułk piechoty liniowej
  - 20 pułk piechoty liniowej